# Enneacanthus obesus
Enneacanthus obesus és una espècie de peix pertanyent a la família dels centràrquids.

## Descripció
- Pot arribar a fer 9,5 cm de llargària màxima (normalment, en fa 6,1).
- Cos molt comprimit.
- Els seus flancs són iridescents i de color fosc.
- Els mascles i femelles reproductors presenten taques blaves.
- Aletes pectorals i cua arrodonides.[3][4][5][6]

## Reproducció
Té lloc entre l'abril i el juliol.

## Alimentació
Menja insectes i microcrustacis.

## Hàbitat
És un peix d'aigua dolça, demersal i de clima temperat (10 °C-22 °C; 44°N-28°N).

## Distribució geogràfica
Es troba a Nord-amèrica: des del sud de Nou Hampshire fins al riu Perdido (Florida) i el centre de Florida.

## Observacions
És inofensiu per als humans.